# Burckella poolei
Burckella poolei är en tvåhjärtbladig växtart som beskrevs av Herman Johannes Lam. Burckella poolei ingår i släktet Burckella och familjen Sapotaceae. Inga underarter finns listade i Catalogue of Life.